# Комсомольский район (Самаркандская область)
Комсомольский район (узб. Комсомол тумани) — единица административного деления Самаркандской области Узбекской ССР, существовавшая в 1939—1959 годах.

## История
Комсомольский район с центром в кишлаке Раванак был образован 10 февраля 1939 года в составе Самаркандской области Узбекской ССР путём выделения 11 сельсоветов из Самаркандского района.
По данным на 1 октября 1948 года район включал 11 сельсоветов: Адас, Багизаган, Джумабазар, Ильпак, Кульбагаян, Пайшанбасиаб, Рават, Сочакбиоло, Тайлак, Уртакишлак и Янгиюль.
2 марта 1959 года Комсомольский район был упразднён, а его территория передана в Самаркандский район.

## Население
По данным переписи 1939 года, в Комсомольском районе проживало 41 792 человека, в том числе узбеки — 70,8 %, таджики — 22,4 %, русские — 1,9 %, персы — 1,9 %.